# Antoni Bodziak
Antoni Zdzisław Bodziak (ur. 1862 w Woli Cieklińskiej, zm. 27 października 1911 w Manaus) – polski przedsiębiorca, kupiec, handlowiec, polityk i wojskowy oraz działacz polonijny na emigracji w Brazylii.

## Życiorys
Antoni Zdzisław Bodziak urodził się w 1862 w Woli Cieklińskiej. Według relacji z początku XX wieku pochodził z Posady Olchowskiej pod Sanokiem. Miał siostrę. Ukończył naukę w szkole ludowej w Sanoku. Później kształcił się w C. K. Gimnazjum w Jaśle. Był zatrudniony w kancelarii notariusza Floriana Minkusiewicza w Dukli. W szeregach C. K. Armii odbył obowiązkową służbę wojskową.

### Początkowa emigracja w Brazylii
Na fali emigracji Polaków do Ameryki wyjechał do Brazylii około 1880, mając wówczas 18 lat. Zajął się tam handlem i kupiectwem. W Apiehy w stanie São Paulo założył firmę, był przedsiębiorcą budowy dróg i telegrafów. Został też deputowanym z tego okręgu w kongresie stanowym. Następnie przeniósł się do stanu Parana. Tam osiadł w kolonii polskiej São Mateus do Sul (Św. Mateusz). Prowadził tam sklep (skład) i młyn. W tym miejscu stworzył też Towarzystwo Strzeleckie imienia Kazimierza Pułaskiego, w ramach którego działała czytelnia. Był współpracownikiem czasopisma polonijnego „Przegląd Imigracyjny”. Był też w składzie komitetu wydawniczego pisma „Gazeta Polska w Brazylii”, wydawanego w Kurytybie od 1892. W 1893 zapowiadał swój przyjazd na wystawę krajową we Lwowie.

### Udział w rewolucji (1893-1895)

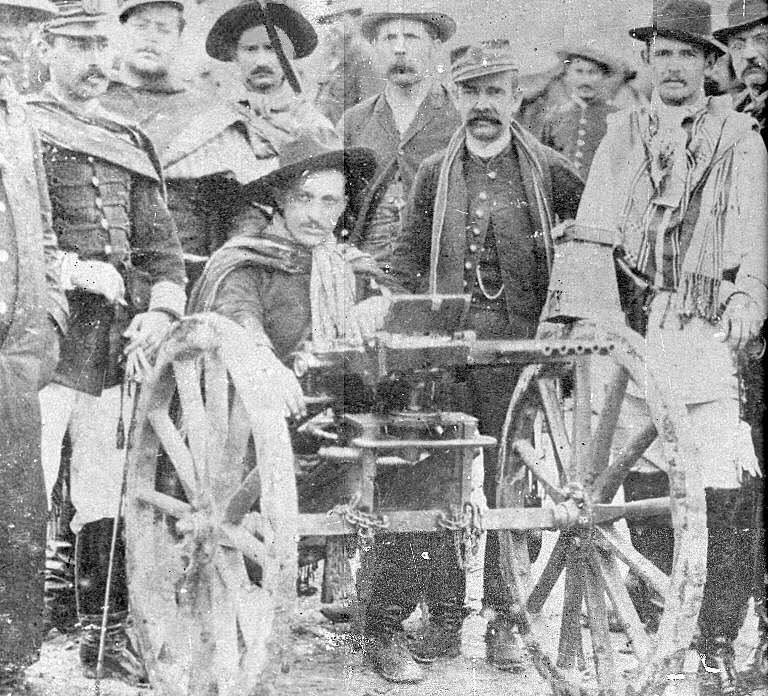
Antoni Bodziak (stoi z przodu drugi od prawej) wraz z żołnierzami w 1894

Po wybuchu tzw. rewolucji federalistycznej w 1893, wymierzonej w rządy prezydenta Floriano Peixoto, przedstawiciel władz (Plinio Miro) ogłosił stan oblężenia kolonii São Mateus i przedstawił listę Polaków, przewidzianych do wcielenia w szeregi sił rządowych w walce przeciw rewolucjonistom. W odpowiedzi miejscowi mieszkańcy postanowili się zbuntować. W wyniku narady Polaków i Brazylijczyków (zwanych ówcześnie Brazylianami) w lipcu 1893 wybrano „komitet polsko-brazylijski”, składający się z 17 Brazylijczyków i 4 Polaków (mający na celu obronę interesów ludności przed działaniami rządu), na czele którego stanął Antoni Bodziak. Mieszkańcy kolonii uznali, że wolą opowiedzieć się za rewolucjonistami (opozycjonistami) przeciw stronie rządowej (legalistów). Chwycili oni za broń, aresztowali komisarza policji, proklamowano samodzielny urząd i wydali odezwę do ludności, wzywającą do obrony swych praw. Zebrano wtedy grupę około 400 ludzi, głównie Polaków, a dowództwo oddano Antoniemu Bodziakowi. Z całości ochotników sformowano wtedy trzy oddziały, z których trzeci był dowodzony przez Bodziaka i trzech innych Polaków. Pod koniec 1893, po nadejściu sił rządowych Bodziak (mając za sobą ok. 300 ludzi, tzw. „Mateuszaków”) podjął rozmowy z przybyłym ze strony przeciwnej dowodzącym, przedstawiając mu powód zbrojnego wystąpienia, po czym tenże (kpt. Rollenberg) obiecał nie wyciągać konsekwencji wobec powstańców w zamian za ich uspokojenie. Mimo udzielonej gwarancji i danego przez Rollenberga słowa honoru, po ujawnieniu tekstu ww. manifestu, następnego dnia Bodziak wraz z innymi polskimi przywódcami zostali aresztowani i przewiezieni statkiem do Kurytyby. Bodziak wziął wtedy winę na siebie, usiłując ochronić rodaków od odpowiedzialności. Wyrokami sądu wojennego polscy przywódcy zostali skazani na karę osadzenia w fortecy (według jednej wersji Bodziaka ukarano najwyższym wymiarem czterech lat, zaś według innego źródła skazano go na karę śmierci). Po kilku miesiącach od zatrzymania pozostali Polacy zostali zwolnieni z więzienia. W tym czasie rozgorzały walki federalistów z władzą (także w São Mateus), a po wycofaniu się sił rządowych z Kurytyby 15 stycznia 1894, otwarto tam więzienia, wskutek czego Bodziak odzyskał wolność.

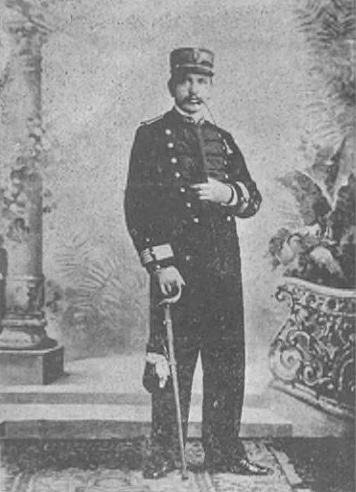
Antoni Bodziak (przed 1900)

Pod koniec tego miesiąca władze rewolucyjne ustanowiły rządy wojenne. Dowodzący polskim batalionem Bodziak dokonał zatrzymania kilku oficerów oraz przejęcia broni i amunicji. Został mianowany pułkownikiem i otrzymał zarząd na częścią stanu Parana na obszarze od Palmeiry do ujścia rzeki Iguaçu. Polski batalion działał na tym terytorium, operował m.in. w Ponta Grossa, w Paranaguá i nad wspomnianą rzeką Iguaçu.
27 czerwca 1894 Bodziak brał udział w największej bitwie całej rewolucji pod Passo Fundo, w której został lekko ranny w nogę. Po śmierci przywódcy federalistów Gumercindo Saraivy (10 sierpnia 1894) siła wojsk rewolucyjnych słabła. Zamierzały one dostać się do kolonii wojskowej Alto Uruguay i następnie przeprawić się do Argentyny. Wobec naciskających sił rządowych doszło do bitwy pod Campo Novo. Wówczas służący w straży tylnej Bodziak dokonał podminowania drogi, zadając tym samym straty nacierającym wojskom przeciwnika. Kilka dni po swoich towarzyszach broni tj. w dniu 5 września 1894 także on opuścił terytorium Brazylii wraz z własnymi żołnierzami. Następnie wojska rewolucyjne przebywały w kolonii wojskowej Uruguay oraz w Argentynie, gdzie złożyły broń.
Podczas rewolucji polski powstańczy oddział (batalion) kawalerii noszący imię Gumercindo Saraivy pod dowództwem Antoniego Bodziaka liczył około 300-400 ludzi. Jednostka była określana jako „Patrioci z São Mateus”. Podczas walk wielu żołnierzy batalionu zginęło. W Argentynie dowódca Bodziak umieścił swoich żołnierzy w liczbie około 60 w mieście Corrientes. Sam przez pewien czas przebywał w tym kraju oraz w Paragwaju, a ostatecznie osiadł w Buenos Aires.
Po niepowodzeniu działań federalistów Antoni Bodziak był w składzie deputacji wysłanej przez sztab rewolucjonistów do rozmów ze stroną rządową i uczestniczył w pertraktacjach w Rio de Janeiro. W wyniku zawarcia honorowego pokoju i po uzyskaniu amnestii, uczestnicy rewolucji powracali do Brazylii. Według różnych wersji stało się to po amnestii ogłoszonej przez prezydenta Peixoto 24 sierpnia 1894, bądź po objęciu urzędu przez jego następcę, Prudente de Moraisa (tj. po 23 listopada 1891). Ocaleni podkomendni Bodziaka nie odnieśli prześladowań ze strony władz. Do kolonii São Mateus powróciło cztery osoby. W późniejszych latach, według różnych źródeł, Antoni Bodziak pozostawał w stopniu pułkownika lub kapitana.

### Kontynuacja kariery po amnestii
Powróciwszy do działalności handlowej Bodziak odbudował swoją pozycję przedsiębiorcy i na nowo zdobył majątek utracony w wyniku rewolucji. Aktywny na polu handlowym uchodził za znawcę w tej dziedzinie. Był rzeczoznawcą sądowym w sprawach konkursowych (upadłościowych). Działał jako reprezentant i wspólnik domów importowych z Rio de Janeiro. Działał w Kurytybie, gdzie udzielał się w działalności polonijnej, będąc członkiem założycielem niemal wszystkich polskich towarzystw w tym mieście. Wspierał materialnie Polaków cierpiących niedostatek, a także rodaków-imigrantów dopiero przybyłych do Brazylii i osiadłych w Paranie.
Na początku XX wieku był właścicielem składów rozmaitych towarów, produkowanych wyłącznie w Galicji. Jednocześnie był reprezentantem austro-węgierskiego przemysłu na terenie Brazylii. W tym okresie zwykł co roku przez kilka miesięcy przebywać w Europie, zamieszkiwał wówczas w Wiedniu i stamtąd wyjeżdżał do austriackich oraz galicyjskich fabryk, gdzie dokonywał zamówień towarów następnie wysyłanych do Rio de Janeiro. W 1905 wnioskował o udzielenie subwencji na urządzenie w Rio de Janeiro ajencji handlowej celem utrzymania stosunków handlowych między Brazylią (w szczególności osadnikami galicyjskimi) w Paranie a Austrią względnie Galicją. Na początku 1905 ogłoszono, że uzyskał z C. K. Ministerstwa Handlu subwencję w wysokości 14 tys. koron w celu założenia austriackiej agentury handlowej w Rio de Janeiro. Za sprawą galicyjskiego Centralnego Związku Przemysłu Fabrycznego otrzymał też prawa reprezentacji austriackiego przemysłu w liczbie kilkudziesięciu. We wrześniu 1905 ogłoszono działanie jego agentury handlowej dla wyrobów przemysłu galicyjskiego w Kurytybie. Zajmował się handlem maszynami kolejowymi. W listopadzie 1906 przebywał w rodzinnym Sanoku, gdzie prócz odwiedzenia krewnych był również w celu zawarcia umowy z miejscową fabryką budowy wagonów i maszyn na dostawę wozów kolejowych.
Był powszechnie poważany i szanowany, uznawany za jedną z najwybitniejszych jednostek polskich w Paranie oraz jednego z najinteligentniejszych i najzamożniejszych Polaków w Paranie. Jego żona była z pochodzenia Czeszką, która na początku XX wieku w Rio de Janeiro kierowała interesami męża (ich przedsiębiorstwo zatrudniało około 20 osób, głównie Polaków). Oboje doczekali się wielu dzieci: według stanu sprzed wybuchu rewolucji (1893) mieli ośmioro, a w 1906 mieli 14 dzieci. Antoni Bodziak zmarł w 1911 w trakcie jednej z podróży handlowych (dokładniej 27 października w Manaus).